# Tetiana Fiłoniuk
Tetiana Fiłoniuk, ukr. Тетяна Філонюк (ur. 5 kwietnia 1984 w Nowosielicy) – ukraińska lekkoatletka specjalizująca się w biegach długodystansowych. 

## Kariera sportowa
Na arenie międzynarodowej zadebiutowała w 2002 zajmując odległe miejsce w biegu juniorów na przełajowych mistrzostwach świata. W roku 2006 zajęła 44. miejsce w biegu młodzieżowców podczas mistrzostw Europy w biegu na przełaj. Dwa lata później uplasowała się na 31. lokacie w biegu maratońskim na igrzyskach olimpijskich w Pekinie. Na dystansie 5000 metrów była dziesiąta na uniwersjadzie w 2009 roku. Tuż za podium, na czwartej lokacie, ukończyła maraton podczas mistrzostw Europy (2010), jednak po dyskwalifikacji za doping złotej medalistki Litwinki Živilė Balčiūnaitė przyznano jej brązowy medal, a po dyskwalifikacji drugiej na mecie Rosjanki Jułamanowej – srebro. Medalistka mistrzostw Ukrainy na różnych dystansach.
Najlepszy wynik w maratonie: 2:26:24 (21 marca 2010, Rzym).

## Osiągnięcia
| Rok  | Impreza                                   | Miejsce                | Konkurencja        | Pozycja     | Wynik    |
| ---- | ----------------------------------------- | ---------------------- | ------------------ | ----------- | -------- |
| 2002 | Mistrzostwa świata w biegach przełajowych | Dublin                 | bieg juniorów      | 81. miejsce | 23:35    |
| 2006 | Mistrzostwa Europy w biegach przełajowych | San Giorgio su Legnano | bieg młodzieżowców | 44. miejsce | 20:41    |
| 2008 | Igrzyska olimpijskie                      | Pekin                  | bieg maratoński    | 31. miejsce | 2:33:35  |
| 2009 | Superliga drużynowych mistrzostw Europy   | Leiria                 | bieg na 5000 m     | 11. miejsce | DNF      |
| 2009 | Uniwersjada                               | Belgrad                | bieg na 5000 m     | 10. miejsce | 16:21,75 |
| 2010 | Mistrzostwa Europy                        | Barcelona              | bieg maratoński    | 2. miejsce  | 2:33:57  |
| 2012 | Igrzyska olimpijskie                      | Londyn                 | bieg maratoński    | DNF         | –        |